# Criterio de la media geométrica
En matemáticas, el criterio de la media geométrica es un criterio para probar la convergencia que permite la resolución de límites del tipo {\displaystyle \lim _{n\to \infty }{\sqrt[{n}]{a_{1}\cdot a_{2}\cdot ...\cdot a_{n}}}}.

## Criterio de la media geométrica
Sea {\displaystyle \{a_{n}\}} una sucesión de reales positivos con {\displaystyle \lim _{n\to \infty }a_{n}=A}, siendo {\displaystyle A>0}. Entonces,  {\displaystyle \lim _{n\to \infty }{\sqrt[{n}]{a_{1}\cdot a_{2}\cdot ...\cdot a_{n}}}=A}. 
El criterio también es cierto si {\displaystyle A=+\infty }.

## Ejemplo
Como la sucesión {\displaystyle a_{n}={\frac {n^{2}+2}{2n^{2}}}} converge a 1/2, entonces
{\displaystyle \lim _{n\to \infty }{\sqrt[{n}]{{\frac {3}{2}}\cdot {\frac {6}{8}}\cdot ...{\frac {n^{2}+2}{2n^{2}}}}}={\frac {1}{2}}}

## Corolario
Un corolario del criterio de la media geométrica es el criterio de la raíz, el cual establece que si una sucesión {\displaystyle \{a_{n}\}} de reales positivos con {\displaystyle \lim _{n\to \infty }{\frac {a_{n}}{a_{n-1}}}=A>0}, entonces {\displaystyle \lim _{n\to \infty }{\sqrt[{n}]{a_{n}}}=A}. 

## Otros criterios de convergencia
- Criterio de Stolz
- Criterio de la media aritmética